# Arrondissement de Rhin-Hunsrück

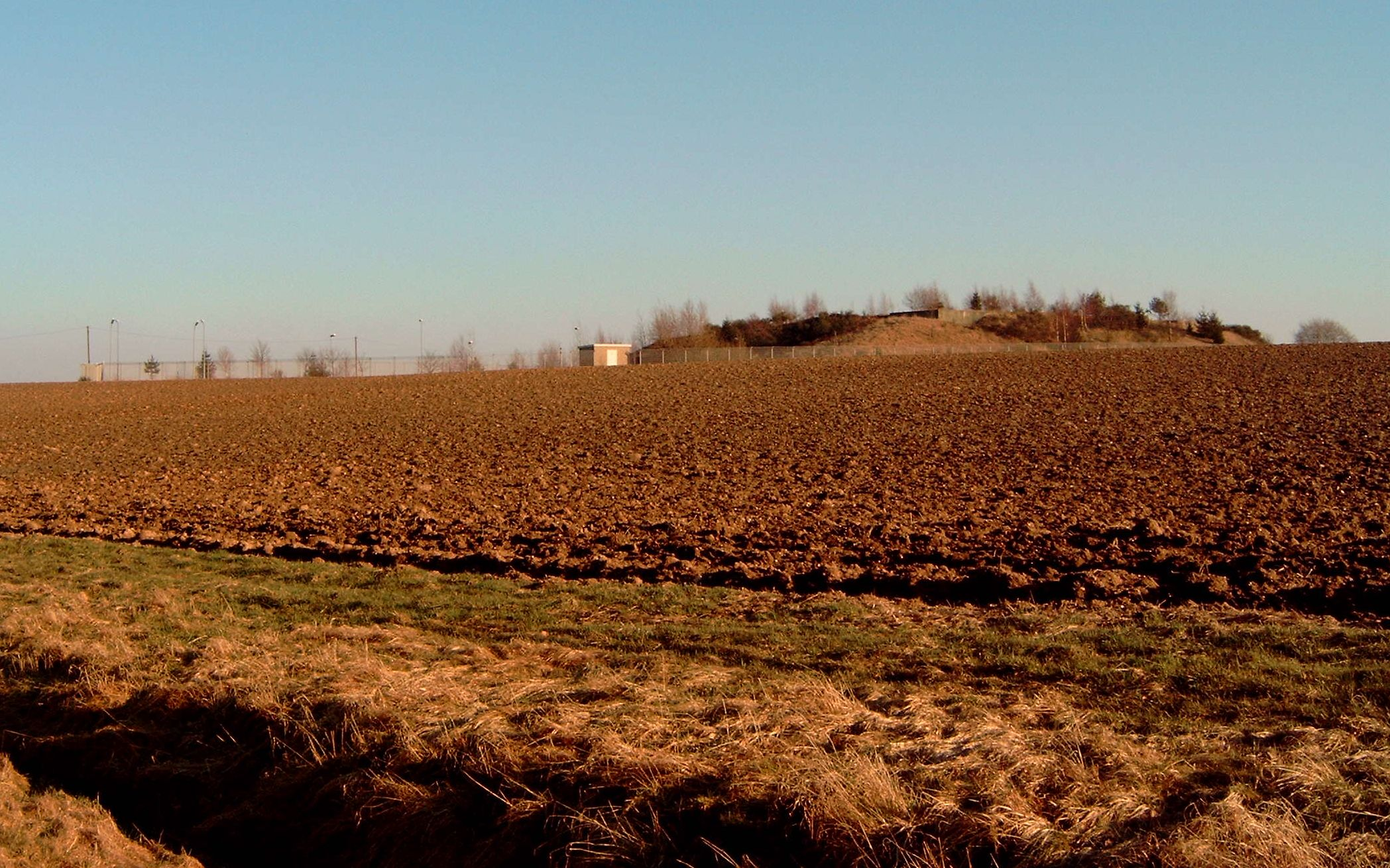
Le Gossberg, colline située dans la commune de Wüschheim ou, où construit un bunker NBC, aujourd'hui désaffecté.

 (mars 2025).
Si vous disposez d'ouvrages ou d'articles de référence ou si vous connaissez des sites web de qualité traitant du thème abordé ici, merci de compléter l'article en donnant les références utiles à sa vérifiabilité et en les liant à la section « Notes et références ».
L'arrondissement de Rhin-Hunsrück (Rhein-Hunsrück-Kreis en allemand) est un arrondissement de Rhénanie-Palatinat, en Allemagne. Son chef lieu est Simmern/Hunsrück.
Au 31 décembre 2022, sa population est de 105 566 habitants.

## Villes, communes & communautés d'administration
(nombre d'habitants en 2006)
Villes
- 1. Boppard, ville (16 201)

Communes fusionnées avec leurs municipalités associées
| - 1. Commune fusionnée de Emmelshausen 1. Badenhard (148) 2. Beulich (518) 3. Bickenbach (352) 4. Birkheim (143) 5. Dörth (536) 6. Emmelshausen * (4 863) 7. Gondershausen (1 270) 8. Halsenbach (1 269) 9. Hausbay (194) 10. Hungenroth (246) 11. Karbach (551) 12. Kratzenburg (387) 13. Leiningen (785) 14. Lingerhahn (498) 15. Maisborn (135) 16. Mermuth (302) 17. Morshausen (377) 18. Mühlpfad (70) 19. Ney (383) 20. Niedert (133) 21. Norath (446) 22. Pfalzfeld (591) 23. Schwall (333) 24. Thörlingen (145) 25. Utzenhain (122) - 2. Commune fusionnée de Kastellaun 1. Alterkülz (444) 2. Bell (Rhin-Hunsrück) (1 542) 3. Beltheim (2 034) 4. Braunshorn (590) 5. Buch (945) 6. Dommershausen (1 148) 7. Gödenroth (477) 8. Hasselbach (197) 9. Hollnich (301) 10. Kastellaun, ville * (5 180) 11. Korweiler (87) 12. Mastershausen (1 141) 13. Michelbach (170) 14. Roth (259) 15. Spesenroth (157) 16. Uhler (396) | - 3. Commune fusionnée de Kirchberg 1. Bärenbach (450) 2. Belg (149) 3. Büchenbeuren (1 698) 4. Dickenschied (769) 5. Dill (204) 6. Dillendorf (623) 7. Gehlweiler (268) 8. Gemünden (1 284) 9. Hahn (170) 10. Hecken (127) 11. Heinzenbach (426) 12. Henau (175) 13. Hirschfeld (Hunsrück) (342) 14. Kappel (514) 15. Kirchberg (Hunsrück), ville * (3 717) 16. Kludenbach (114) 17. Laufersweiler (855) 18. Lautzenhausen (403) 19. Lindenschied (196) 20. Maitzborn (130) 21. Metzenhausen (137) 22. Nieder Kostenz (222) 23. Niedersohren (441) 24. Niederweiler (407) 25. Ober Kostenz (277) 26. Raversbeuren (135) 27. Reckershausen (382) 28. Rödelhausen (169) 29. Rödern (212) 30. Rohrbach (190) 31. Schlierschied (201) 32. Schwarzen (151) 33. Sohren (3 399) 34. Sohrschied (91) 35. Todenroth (86) 36. Unzenberg (446) 37. Wahlenau (240) 38. Womrath (218) 39. Woppenroth (283) 40. Würrich (164) - 4. Commune fusionnée de Rheinböllen 1. Argenthal (1 638) 2. Benzweiler (210) 3. Dichtelbach (720) 4. Ellern (Hunsrück) (858) 5. Erbach (254) 6. Kisselbach (561) 7. Liebshausen (519) 8. Mörschbach (328) 9. Rheinböllen * (4 035) 10. Riesweiler (724) 11. Schnorbach (237) 12. Steinbach (115) | - 5. Commune fusionnée de Sankt Goar-Oberwesel 1. Damscheid (683) 2. Laudert (428) 3. Niederburg (715) 4. Oberwesel, ville * (3 169) 5. Perscheid (393) 6. Sankt Goar, ville (2 956) 7. Urbar (807) 8. Wiebelsheim (495) - 6. Commune fusionnée de Simmern 1. Altweidelbach (251) 2. Belgweiler (212) 3. Bergenhausen (118) 4. Biebern (342) 5. Bubach (272) 6. Budenbach (179) 7. Fronhofen (198) 8. Holzbach (559) 9. Horn (364) 10. Keidelheim (321) 11. Klosterkumbd (278) 12. Külz (Hunsrück) (487) 13. Kümbdchen (494) 14. Laubach (457) 15. Mengerschied (780) 16. Mutterschied (522) 17. Nannhausen (523) 18. Neuerkirch (291) 19. Niederkumbd (296) 20. Ohlweiler (334) 21. Oppertshausen (122) 22. Pleizenhausen (267) 23. Ravengiersburg (497) 24. Rayerschied (113) 25. Reich (Hunsrück) (373) 26. Riegenroth (200) 27. Sargenroth (484) 28. Schönborn (263) 29. Simmern/Hunsrück, ville * (7 791) 30. Tiefenbach (795) 31. Wahlbach (158) 32. Wüschheim (333) |